# Jamie Hughes
Jamie Hughes (West Bromwich, 27 februari 1986) is een Engelse darter die momenteel uitkomt voor de PDC.

## Carrière

#### BDO
Hughes brak in 2014 door vanwege het bereiken van de top 10 van de BDO en het bereiken van de finale van de prestigieuze Winmau World Masters. Hij versloeg Alan Norris met 3-2 in de kwartfinale en Martin Adams met 6-5 in de halve finale. Dit deed hij na maar liefst tien matchdarts te hebben overleefd. Hughes verloor uiteindelijk met 7-3 van Martin Phillips in de finale. Hij stond in deze finale eerder op een 2-0 voorsprong en kon gooien voor de achtereenvolgende derde set. In december van dat jaar won hughes de prestigieuze Zuiderduin Masters waar hij voor de eerste keer aan deelnam. Hij overleefde zes matchdarts in de halve finale tegen Tony O'Shea voordat hij Gary Robson in de finale met 5-0 versloeg. In de finale verloor Hughes slechts drie legs.
Hughes maakte zijn WK-debuut tijdens de BDO World Darts Championship van 2015 als de nummer 10 van de ranglijst. Hij versloeg de Nederlander Michel van der Horst in de eerste ronde. In de tweede ronde verloor hij echter van goede vriend Glen Durrant.

#### PDC
In januari 2018 liet Hughes weten dat hij de overstap zou maken naar de PDC. ”Ik wil graag iedereen laten weten dat ik aan de Q-School mee ga doen”, schreef hij op Facebook. Op Q-School behaalde de Engelsman in januari 2019 een PDC tourcard. In juni 2019 won hij zijn eerste toernooi bij de PDC, door in de finale van de Czech Darts Open Stephen Bunting te verslaan met 8-3.
Op 11 februari 2023 versloeg Hughes Joe Cullen, Connor Scutt, Chris Dobey, Michael Smith, Callan Rydz en Dylan Slevin voor een plek in de finale van Players Championship 01, waarin hij door Ryan Searle met een uitslag van 4-8 werd afgetroefd.

## World Championship resultaten

### BDO
- 2015: Laatste 16 (verloren van Glen Durrant met 1-4)
- 2016: Halve finale (verloren van Scott Waites met 1-6)
- 2017: Halve finale (verloren van Glen Durrant met 1-6)
- 2018: Laatste 32 (verloren van Michael Unterbuchner met 2–3)

### WDF
- 2015: Laatste 64 (verloren van Marko Kantele met 3-4)

### PDC
- 2020: Laatste 96 (verloren van Zoran Lerchbacher met 2-3)
- 2021: Laatste 64 (verloren van Adam Hunt met 0-3)
- 2022: Laatste 96 (verloren van Raymond Smith met 1-3)
- 2023: Laatste 96 (verloren van Jimmy Hendriks met 1-3)
- 2024: Laatste 64 (verloren van Krzysztof Ratajski met 1-3)

## Resultaten op de World Matchplay
- 2019: Laatste 32 (verloren van Michael Smith met 7-10)
- 2020: Laatste 32 (verloren van Mensur Suljović met 10-12)